# Kohtla jõgi
Kohtla jõgi är ett vattendrag i landskapet Ida-Virumaa i nordöstra Estland, ungefär 130 kilometer öster om huvudstaden Tallinn.